# Crimson Thunder
 (mai 2017).
Si vous disposez d'ouvrages ou d'articles de référence ou si vous connaissez des sites web de qualité traitant du thème abordé ici, merci de compléter l'article en donnant les références utiles à sa vérifiabilité et en les liant à la section « Notes et références ».
Albums de HammerFall
Renegade
(2000) Chapter V: Unbent, Unbowed, Unbroken
(2005)
Crimson Thunder est le quatrième album studio du groupe de heavy metal suédois HammerFall. Il est sorti en 2002 en deux versions : une japonaise et une américaine, contenant, en bonus, une reprise d'Helloween, et une européenne contenant une reprise d'Yngwie Malmsteen. Comme son prédécesseur, Renegade, Crimson Thunder est enregistré en plein cœur du royaume de la musique country, à Nashville (Tennessee).

## Composition du groupe
- Joacim Cans : chant
- Oscar Dronjak : guitare et chœurs
- Stefan Elmgren : guitare
- Magnus Rosén : basse et chœurs
- Anders Johansson : batterie

## Liste des chansons de l'album
| No  | Titre                                            | Durée |
| --- | ------------------------------------------------ | ----- |
| 1.  | Riders of the Storm                              | 4:33  |
| 2.  | Hearts on Fire                                   | 3:52  |
| 3.  | On the Edge of Honour                            | 4:50  |
| 4.  | Crimson Thunder                                  | 5:05  |
| 5.  | Lore of the Arcane (instrumental)                | 1:27  |
| 6.  | Trailblazers                                     | 4:40  |
| 7.  | Dreams Come True                                 | 4:03  |
| 8.  | Angel of Mercy (reprise de Chastain)             | 5:38  |
| 9.  | The Unforgiving Blade                            | 3:40  |
| 10. | In Memoriam (instrumental)                       | 4:22  |
| 11. | Hero's Return                                    | 5:23  |
| 12. | Rising Force (bonus, reprise d'Yngwie Malmsteen) | 4:30  |